# Neduba extincta
Katydid à dos de bouclier des dunes d'Antioche
Espèce
Statut de conservation UICN

 EX  : Éteint
Neduba extincta, le Katydid à dos de bouclier des dunes d'Antioche, est une espèce éteinte de sauterelles de la famille des Tettigoniidae. Cette espèce, endémique de Californie (États-Unis), n'a été décrite qu'après son extinction.

## Description
La longueur du corps de Neduba extincta est de 28 mm.

## Découverte
Dans les années 60, David Rentz (d) trouve cette espèce dans un tiroir à spécimens mais celle-ci n'est ni identifiée, ni décrite. Il note la morphologie particulière des organes génitaux et la taille de ce spécimen considéré comme grand pour son groupe. Il se rend dans les dunes de sable d'Antioch en Californie, où le spécimen a été collecté en 1937, mais ne trouve aucun spécimen vivant. Ce n'est finalement qu'en 1977 qu'il nomme cette espèce et en fait la description.

## Extinction
L'extinction de Neduba extincta est probablement liée à l'industrialisation de la Californie. Avec l'arrivée des Européens, cette espèce n'a trouvé refuge que dans les dunes d'Antioch où elle est restée présente jusqu'à son extinction et où elle a été enregistrée en 1996.

## Systématique
Le nom valide complet (avec auteur) de ce taxon est Neduba extincta Rentz (d), 1977,.

## Étymologie
Son épithète spécifique, du latin extincta, « éteinte », lui a été donné en référence à son probable statut.

## Publication originale
- (en) D. C. F. Rentz, « A new and apparently extinct katydid from Antioch sand dunes », Entomological News, Philadelphie, Société entomologique américaine, vol. 88, nos 9-10,‎ décembre 1977, p. 241-245 (ISSN 0013-872X et 2162-3236, OCLC 2044369, lire en ligne).